# Rajd Safari 1986
Rajd Safari (34. Marlboro Safari Rally) – 34 Rajd Safari rozgrywany w Kenii w dniach 29 marca-2 kwietnia. Była to czwarta runda Rajdowych mistrzostw świata w roku 1986. Rajd został rozegrany na nawierzchni szutrowej. Bazą rajdu było miasto Nairobi. 

## Wyniki końcowe rajdu[1]
| Msc. | Kierowca        | Pilot            | Samochód                | Czas | Strata | Grupa | Pkt |
| ---- | --------------- | ---------------- | ----------------------- | ---- | ------ | ----- | --- |
| 1    | Björn Waldegård | Fred Gallagher   | Toyota Celica TCT       | 5:06 | 0.0    | B12 M | 20  |
| 2.   | Lars-Erik Torph | Bo Thorszelius   | Toyota Celica TCT       | 5:34 | +0:28  | B12 M | 15  |
| 3.   | Markku Alén     | Ilkka Kivimäki   | Lancia Rally 037        | 6:12 | +1:06  | B12 M | 12  |
| 4.   | Erwin Weber     | Gunter Wanger    | Toyota Celica TCT       | 6:20 | +1:12  | B12 M | 10  |
| 5.   | Juha Kankkunen  | Juha Piironen    | Peugeot 205 Turbo 16 E2 | 7:12 | +2:06  | B12 M | 8   |
| 6.   | Mike Kirkland   | Robin Nixon      | Subaru RX Turbo         | 7:37 | +2:31  | A8 M  | 6   |
| 7.   | Frank Tundo     | Quentin Thomson  | Subaru RX Turbo         | 8:11 | +3:05  | A8 M  | 4   |
| 8.   | Shekhar Mehta   | Rob Combes       | Peugeot 205 Turbo 16 E2 | 8:12 | +3:06  | B12 M | 3   |
| 9.   | Greg Criticos   | Marzio Kravos    | Lancia Rally 037        | 9:05 | +3:59  | B12 M | 2   |
| 10.  | Johnny Hellier  | David Williamson | Lancia Rally 037        | 9:11 | +4:05  | B12 M | 1   |

1. ↑  Litera M przy oznaczeniu grupy do której należy samochód oznacza, iż tylko ci producenci byli liczeni w klasyfikacji producentów na koniec sezonu.

## Klasyfikacja po 4 rundach
Tabele przedstawiają tylko pięć pierwszych miejsc.

### Kierowcy
| Lp. | Kierowca         | Pkt |
| --- | ---------------- | --- |
| 1   | Juha Kankkunen   | 36  |
| 2   | Markku Alén      | 27  |
| 3   | Henri Toivonen   | 20  |
| 4   | Joaquim Moutinho | 20  |
| 5   | Björn Waldegård  | 20  |

### Producenci
| Lp. | Producent             | Pkt |
| --- | --------------------- | --- |
| 1   | Lancia Martini        | 51  |
| 2   | Peugeot Talbot Sport  | 47  |
| 3   | Audi Sport            | 29  |
| 4   | Toyota Team Europe    | 20  |
| 5   | Volkswagen Motorsport | 19  |